# M 09
Die M 09 ist eine 174 km lange ukrainische Fernstraße. Sie führt von Ternopil in westlicher Richtung nach Lwiw (Lemberg) dann in nordwestlicher Richtung durch Rawa-Ruska zur polnischen Grenze bei Bełżec. Ihre Fortsetzung auf polnischer Seite bildet die DK17 (bzw. die geplante Schnellstraße S17), die weiter nach Warschau führt. Die gesamte Strecke von Ternopil bis Lwiw wurde im Jahr 2017 komplett saniert und befindet sich in sehr gutem Zustand.

## Geschichte
Diese Strecke gehörte bis 1918 zum österreichischen Kronland Galizien und wurde als Żółkiewer Reichsstraße bezeichnet.
Diese Straße lag zwischen 1919 und 1939 auf dem Territorium der Zweiten Polnischen Republik und wurde durch das polnische Straßengesetz vom 10. Dezember 1920 zur Staatsstraße (droga państwowa) erklärt. Als direkte Verbindungsstraße zwischen Warschau und Lemberg hatte sie damals eine hohe Bedeutung, die nach der Grenzziehung von 1939 verlorenging.